# ロシア帝国内務省警察部警備局

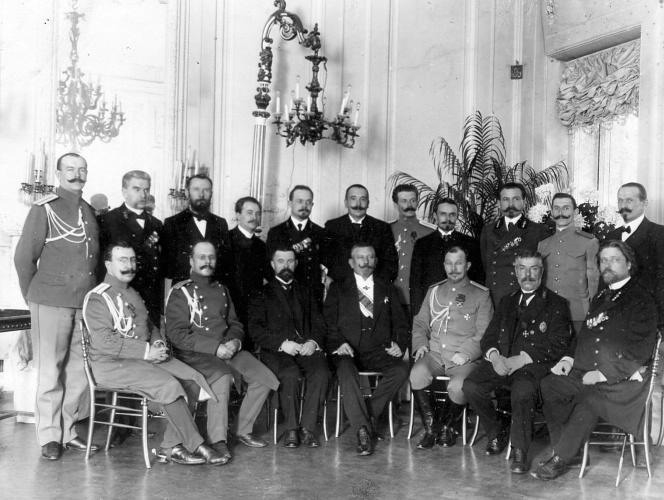
ロシア帝国内務省警察部警備局のメンバー（1905年に撮影）

ロシア帝国内務省警察部警備局（ろしあていこくないむしょうけいさつぶけいびきょく、Охранное отделение Департамента полиции Министерства внутренних дел）とは、ロシア帝国の政治秘密警察。オフラーナ (охрана) 、オフラーンカ (охранка) としても知られる。

## 歴史
1866年のアレクサンドル2世暗殺未遂事件を受けて、ペテルブルク特別市長附属秩序警備・公安局として創設された。定員は12名だった。1880年から、警備局は内務省警察部直属となった。
19世紀末、労働者を扇動する社会・民主主義者を警戒した政府は、ペテルブルク警備局を強化した。警備局の弾圧により、レーニンの労働者階級解放闘争ペテルブルク同盟は大打撃を受け、レーニン自身も逮捕・投獄された。

### 拡大
モスクワ警備局は、1880年に創設された。当初、その定員は少数であり、1889年時点で6人に過ぎなかったが、定員に計上されない多数のエージェントを運用していた。これは、警備外部勤務 (охранная наружная служба) と称され、革命派中にも「密偵」を送り込んでいた。当時、モスクワ警備局は5万ルーブルの予算を有していたが、その内60%が、外部監視・捜索及びエージェントの維持に支出されていた。エージェントの中で特に有名なのはロマン・マリノフスキーで、彼はレーニンの信頼を得て、1912年のボリシェヴィキ独立後の最初の中央委員および国会議員にまでなった。しかし、第1次世界大戦で捕虜となっている間にロシア革命が起こり、素性が露見して釈放・帰国後の1918年に逮捕・処刑された。

### 組織
首都警備局には、官房のほか、外部監視課とエージェント課の2つの課が存在した。エージェント課では、エージェント、ならびに郵便局附属の「黒い執務室」 (черный кабинет) での信書の検閲から得られた全情報が分析された。エージェントからもたらされる情報は警察当局に極めて重要視され、警備局長と県憲兵局に常に回覧されていた。

### 縮小
1905年に勃発したロシア第一革命の後、ロシア全土で60の警備局が数えられた。1914年、県憲兵局と鉄道憲兵局が強化され、革命運動が弱まったことと関連して、警備局は大都市にのみ残された。

## チェーカーとの関連
1917年のロシア革命後、オフラーナの職員の一部はチェーカーへ取り込まれた。